# 49-я зенитная артиллерийская дивизия
49-я зенитная артиллерийская Смоленская Краснознамённая ордена Суворова дивизия — воинское соединение Вооружённых сил СССР в Великой Отечественной войне
Дивизия участвовала в боевых действиях с мая 1943 года.
Сокращённое наименование — 49 зенад РГК.
Условное наименование — войсковая часть полевая почта (в/ч пп) № 05368.

## История
Сформирована 3 мая 1943 года на Западном фронте
Летом 1943 года 49-я зенитно-артиллерийская дивизия РГК прикрывала войска 31-й армии в обороне восточнее Ярцево. В сентябре — октябре 1943 года она отличилась в Смоленско-Рославльской наступательной операции. За освобождение города Смоленск ей было присвоено наименование «Смоленская». С декабря 1943 года дивизия в составе 33-й армии Западного фронта. В его составе в конце 1943 — начале 1944 года участвовала в наступательных операциях на богушевском и витебском направлениях. С июня 1944 года дивизия в составе 49-й армии 2-го Белорусского фронта. Участвовала в разгроме немецко-фашистских войск в Белоруссии, в Могилёвской, Минской, Белостокской, Восточно-Прусской, Восточно-Померанской и Берлинской наступательных операциях, в форсировании рек Днепр, Проня, Западная Двина, Нарев, Одер. За боевые отличия в наступательных операциях на заключительном этапе войны дивизия была награждена орденами Красного Знамени и Суворова 2-й степени

## Полное наименование
49-я зенитная артиллерийская Смоленская Краснознамённая ордена Суворова дивизия резерва Верховного главнокомандования

## Состав
- 245-й зенитный артиллерийский полк (август — декабрь 1943)
- 1265-й зенитный артиллерийский Гданьский полк
- 1271-й зенитный артиллерийский ордена Александра Невского полк

 (17 мая 1945 года — за овладение городом и крепостью Гданьск (Данциг))
- 1272-й зенитный артиллерийский ордена Кутузова полк

 (17 мая 1945 года — за овладение городом и крепостью Гданьск (Данциг))
- 2012-й зенитный артиллерийский ордена Александра Невского полк (январь 1944 — май 1945)

 (17 мая 1945 года — за овладение городом и крепостью Гданьск (Данциг))

## Подчинение
| Дата       | Фронт (округ)         | Армия                  | Корпус | Примечания |
| ---------- | --------------------- | ---------------------- | ------ | ---------- |
| 01.06.1943 | Западный фронт        | 20-я армия             |        |            |
| 01.07.1943 | Западный фронт        | 31-я армия             |        |            |
| 01.08.1943 | Западный фронт        | 5-я армия              |        |            |
| 01.09.1943 | Западный фронт        | 21-я армия             |        |            |
| 01.10.1943 | Западный фронт        | 10-я гвардейская армия |        |            |
| 01.11.1943 | Западный фронт        | 31-я армия             |        |            |
| 01.12.1943 | Западный фронт        | 31-я армия             |        |            |
| 01.01.1944 | Западный фронт        | 33-я армия             |        |            |
| 01.02.1944 | Западный фронт        | 33-я армия             |        |            |
| 01.03.1944 | Западный фронт        | 33-я армия             |        |            |
| 01.05.1944 | 2-й Белорусский фронт |                        |        |            |
| 01.06.1944 | 2-й Белорусский фронт |                        |        |            |
| 01.07.1944 | 2-й Белорусский фронт | 49-я армия             |        |            |
| 01.08.1944 | 2-й Белорусский фронт | 49-я армия             |        |            |
| 01.09.1944 | 2-й Белорусский фронт | 49-я армия             |        |            |
| 01.10.1944 | 2-й Белорусский фронт | 49-я армия             |        |            |
| 01.11.1944 | 2-й Белорусский фронт | 49-я армия             |        |            |
| 01.12.1944 | 2-й Белорусский фронт | 49-я армия             |        |            |
| 01.01.1945 | 2-й Белорусский фронт | 49-я армия             |        |            |
| 01.02.1945 | 2-й Белорусский фронт | 49-я армия             |        |            |
| 01.03.1945 | 2-й Белорусский фронт | 49-я армия             |        |            |
| 01.04.1945 | 2-й Белорусский фронт | 49-я армия             |        |            |
| 01.05.1945 | 2-й Белорусский фронт | 49-я армия             |        |            |

## Командование

### Командиры
- Каминский, Николай Игнатьевич (19.05.1943 — ??.12.1946), полковник.

### Начальники штаба
- Галкин Михаил Васильевич (1943—1944), подполковник.
- Стасевич Александр Романович (1944—1946), подполковник.

## Награды и наименования
| Награда (наименование)             | Дата                                                               | За что получена |
| ---------------------------------- | ------------------------------------------------------------------ | --- |
| Почётное наименование «Смоленская» | Приказ Верховного Главнокомандующего № 25 от 25 сентября 1943 года | За овладение штурмом городом Смоленск — важнейшим стратегическим узлом обороны немцев на Западном направлении |
| орден Красного Знамени             | Указ Президиума Верховного Совета СССР от 10 июля 1944 года        | За образцовое выполнение заданий командования в боях с немецкими захватчиками при форсировании рек Проня и Днепр, прорыв сильно укреплённой обороны немцев, а также за овладение городами Могилёв, Шклов и Быхов, и проявленные при этом доблесть и мужество. |
| Орден Суворова II степени          | Указ Президиума Верховного Совета СССР от 22 сентября 1944 года    | За образцовое выполнение заданий командования в боях с немецкими захватчиками, за овладение городом и крепостью Ломжа и проявленные при этом доблесть и мужество.                                                                                             |

Личному составу 49-й зенитной артиллерийской Смоленской Краснознамённой ордена Суворова дивизии объявлено четыре благодарности в приказах Верховного Главнокомандующего:
- За форсирование реки Днепр и за овладение штурмом крупным областным центром городом Смоленск — важнейшим стратегическим узлом обороны немцев на Западном направлении. 25 сентября 1943 года № 25.
- За овладение штурмом крупным областным центром Белоруссии городом Могилёв — оперативно важным узлом обороны немцев на минском направлении, а также овладение городов Шклов и Быхов. 28 июня 1944 года № 122.
- За освобождение города и крепости Ломжа — важного опорного пункта обороны немцев на реке Нарев. 13 сентября 1944 года № 186.
- За овладение городом и крепостью Гданьск (Данциг) — важнейшим портом и первоклассной военно-морской базой немцев на Балтийском море. 30 марта 1945 года. № 319.

## Отличившиеся воины дивизии
| Награда | Ф. И. О.                 | Должность                                               | Звание          | Дата награждения | Примечания |
| ------- | ------------------------ | ------------------------------------------------------- | --------------- | ---------------- | --- |
|         | Фурсенко, Иван Семёнович | командир орудия 2012-го зенитного артиллерийского полка | Старший сержант | 24.03.1945       | За время войны расчёт зенитного орудия старшего сержанта Ивана Фурсенко сбил четырнадцать самолётов противника. 23 июля 1944 года в бою в районе деревни Подлипки Соколковского района Белостокской области (ныне Гродненского района Гродненской области Белоруссии) расчёт Фурсенко, семь часов сдерживал натиск неприятеля, уничтожив четыре танка противника. Тяжело раненый Фурсенко продолжал вести бой и уничтожил ещё один вражеский танк, а когда закончились снаряды, он вместе с бойцами своего расчёта из личного оружия уничтожил два десятка противников. 29 июля 1944 года Фурсенко умер от ран. |